# Guillaume Bonoyseau
Guillaume Bonoyseau est un peintre français du XVIe siècle.

## Biographie
Guillaume Bonoyseau est peut-être né à Lyon, mais il a surtout travaillé en Italie, où il est connu sous le nom Guglielmo Bonocelli. Il est sans doute l'artiste Guillaume Bon Oyseau actif à Lyon en 1531-1533. Il est mort avant 1547.

## Style
Bonoyseau est un peintre de style maniériste.

## Œuvres
- Travaux dans la chapelle Dupré de l’église S. Luigi dei Francesi à Rome[2].
- Fresques dans la Chapelle Marciac de l’église Trinità dei Monti à Rome[2].
- Résurrection du Christ, Montpellier, musée Fabre (autrefois exposé dans une chapelle du Palazzo Ricci Sacchetti à Rome[3],[1]).
- peut-être des illustrations dans le manuscrit  HM 1102 de la Huntington Library en Californie[2].

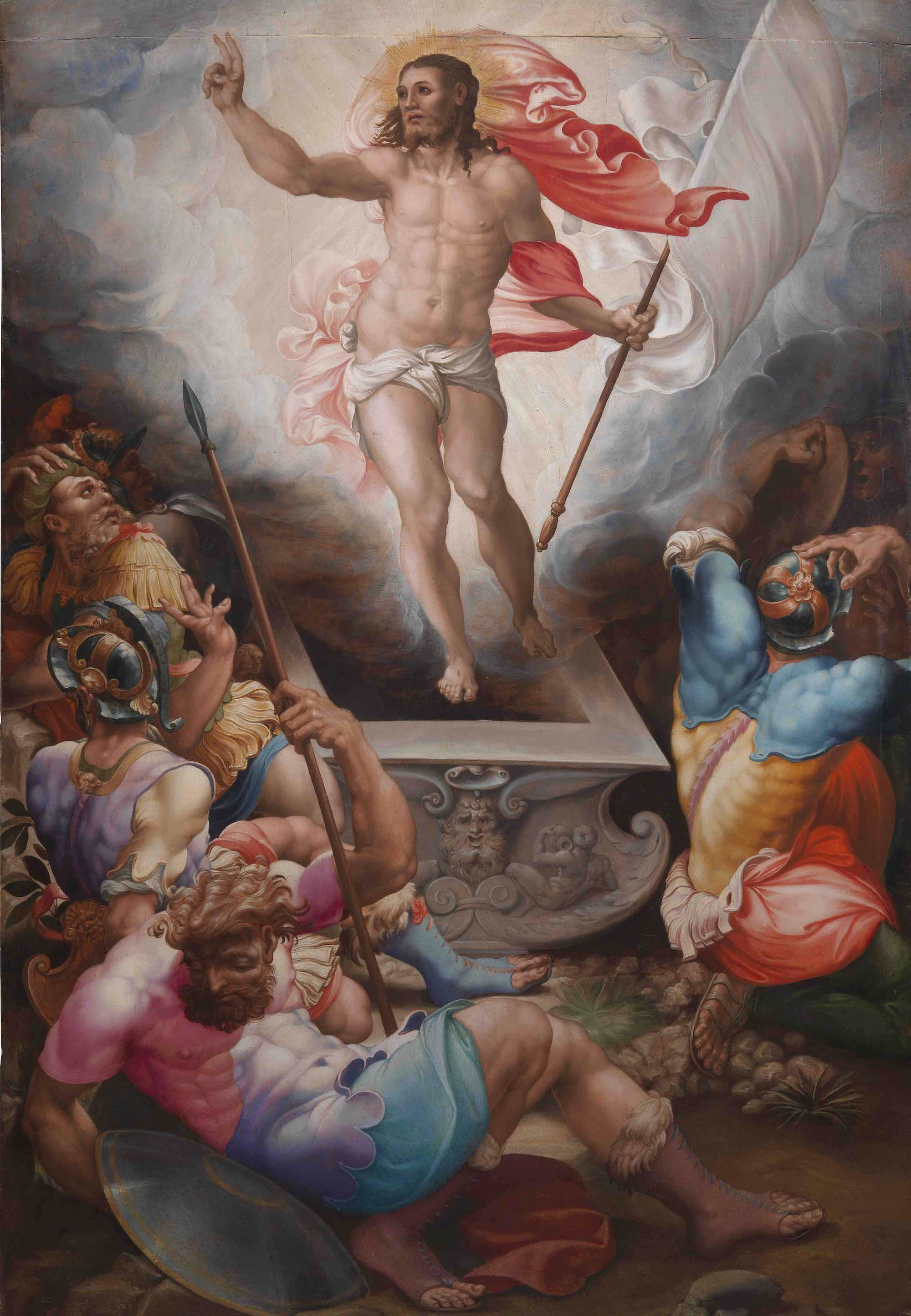
Guillaume Bonoyseau, La Résurrection du Christ, vers 1545, huile sur bois, Montpellier, musée Fabre (acquis en 2022).
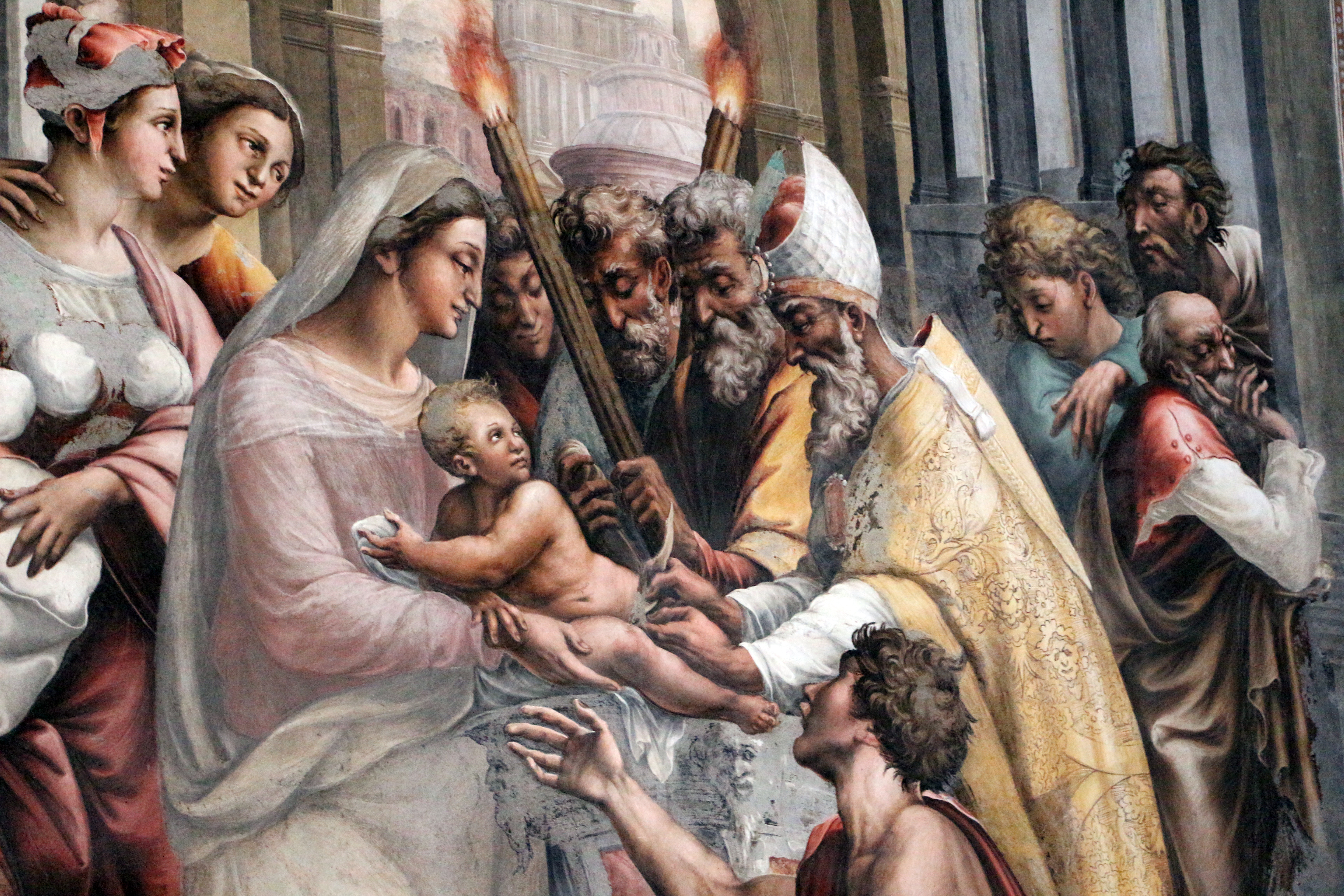
Chapelle Marciac ; Circoncision de Jésus.
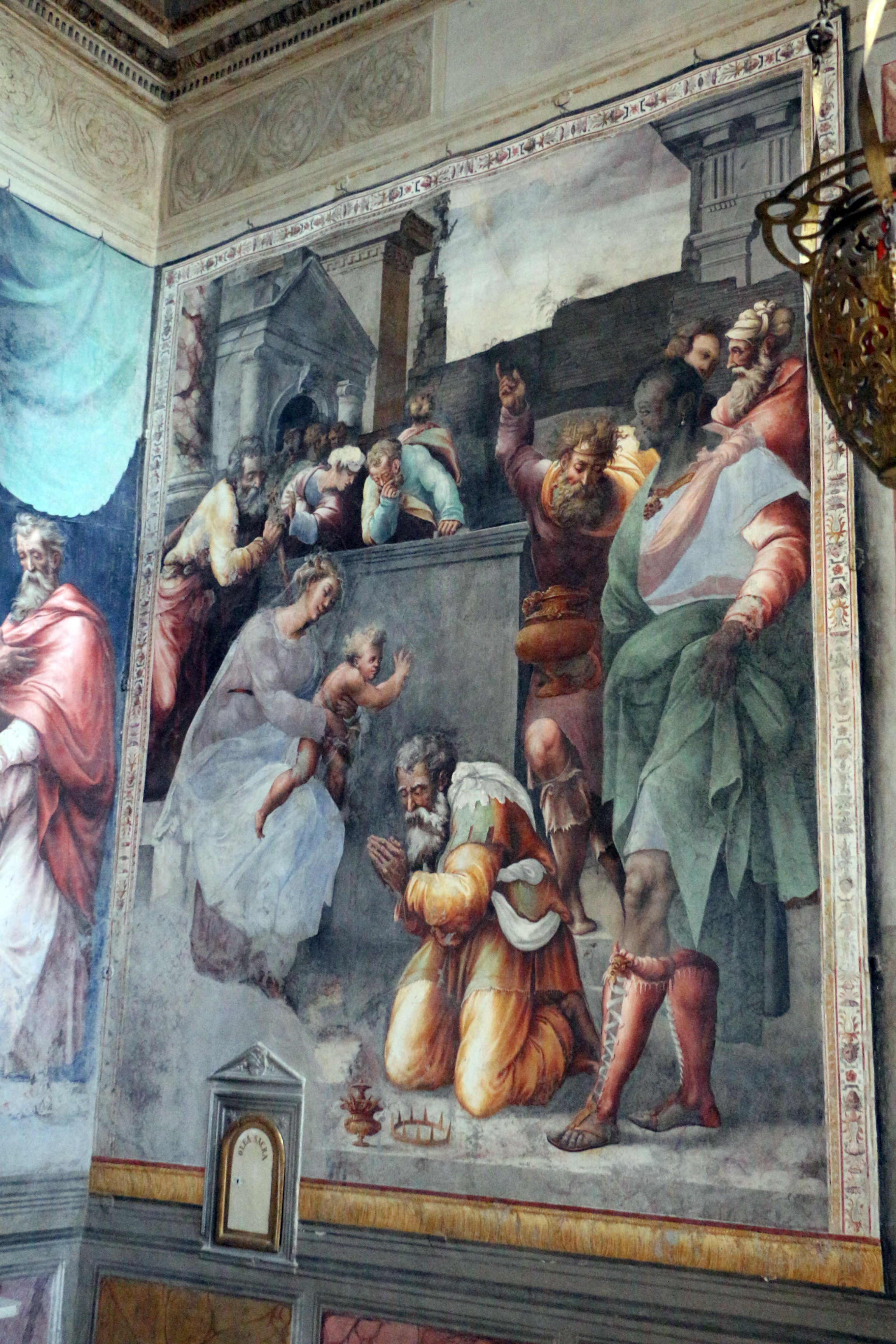
Chapelle Marciac ; Adoration des rois mages.